# آر. بروك جاكسون
آر. بروك جاكسون (بالإنجليزية: R. Brooke Jackson)‏ هو قاضي ومحامي أمريكي، ولد في 5 مارس 1947 في بوزيمان في الولايات المتحدة.